# Jericho (rachetă)
Jericho este o denumire generală dată rachetelor balistice israeliene. Numele provine de la primul contract de dezvoltare semnat de către Israel și Dassault în 1963, numele de cod referindu-se la orașul biblic Ierihon. Detaliile exacte nu se cunosc, deoarece Israelul nu confirmă posesia armelor nucleare.
Versiunea militară este strâns înrudită cu cea spațială Shavit.